# Umor de Bulgaria
Umor (en búlgaro: Умор) fue el gobernante de Bulgaria en 766.
De acuerdo con la Nominalia de los knyazes de Bulgaria, Umor reinó sólo 40 días en 766 y pertenecía al clan Ukil, que lo convirtió en un pariente del anterior gobernante Vinekh y posiblemente de Kormisosh. Las fuentes bizantinas indican que su predecesor Sabin confió Bulgaria a Umor, pero no dan detalles de su corto reinado o su destino. Algunos eruditos especulan que él fue un campeón partidario de la paz al igual que su desacreditado predecesor, y que también pudo haber huido al Imperio bizantino.
En el siglo XVII Bulgaria del Volga compuso el Ya'far Tarij (una obra de autenticidad en disputa) representa a Yumart (es decir, Umor) como el viejo suegro del anterior gobernante Teles (es decir, Telets). Según esta fuente Yumart depuso a Sain (es decir, Sabin) y murió poco después.